# Marc Quiñones

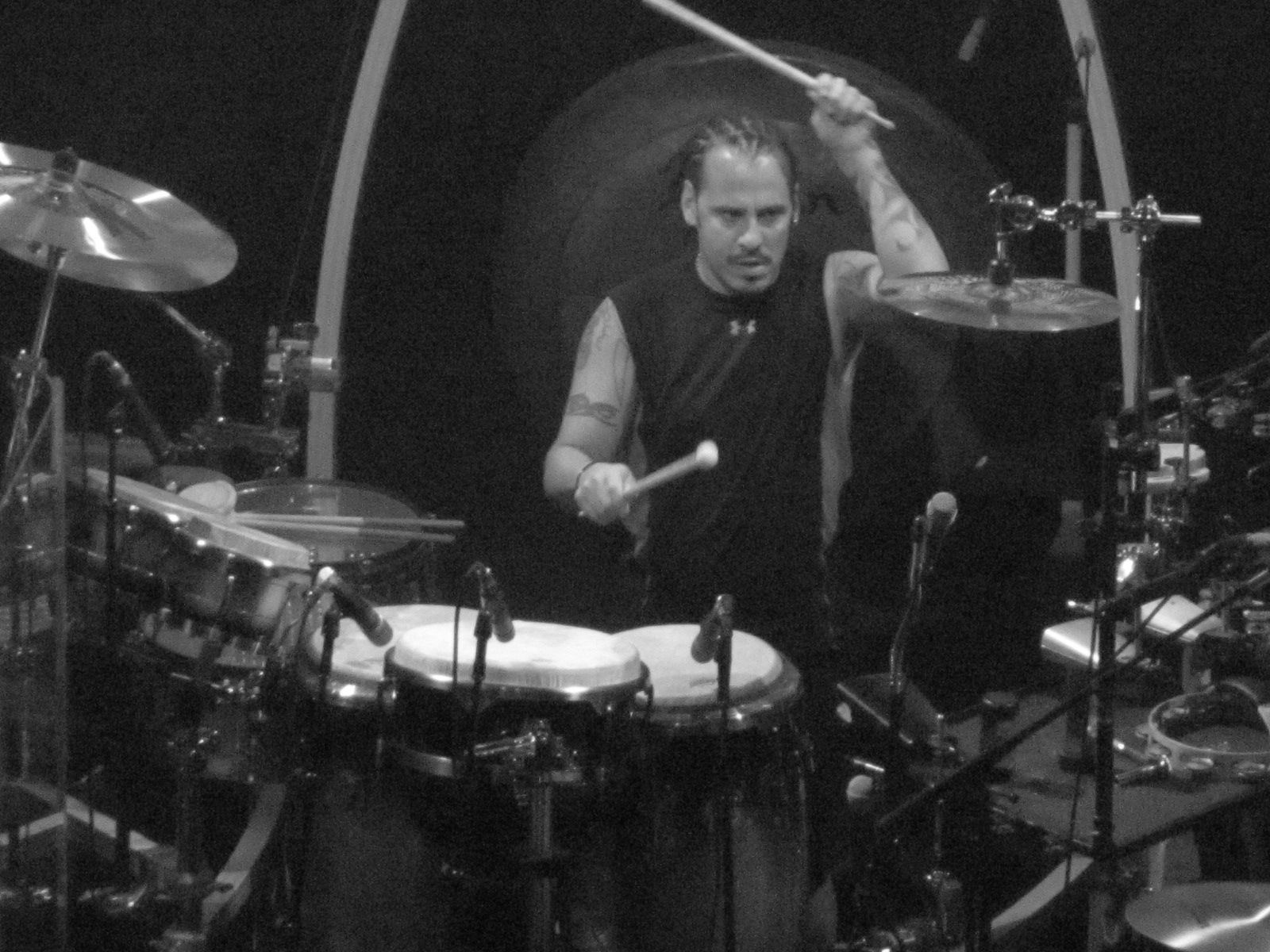
Marc Quiñones in 2011

Marc Quiñones (The Bronx, 29 december 1962) is een percussionist van Puerto Ricaanse afkomst. Hij werkt met diverse artiesten en speelde van 1991 tot 2014 bij The Allman Brothers Band'

## Biografie
Quiñones begon met het bespelen van muziekinstrumenten toen hij zeer jong was, zijn vader en oom speelden ook percussie-instrumenten. Zijn hoofdinstrument waren de conga's, maar later vulde hij dat aan met andere latin-percussie. Zijn eerste professionele optreden was toen hij negen jaar oud was. Hij speelde mee met Hommy (een soort Spaanstalige versie van Tommy) in Carnegie Hall. Hij kwam al snel in het ensemble van Tito Puente terecht op de timbales. Vandaar uit startte hij een groep Los Rumberitos en speelde bij Rafael de Jesus. Later speelde hij bij de band van salsamuzikant Willie Colón. Hij maakte daar zich ook meester van het vak van muziekproducent. Vervolgens speelde hij met Rubén Blades, David Byrne. In 1989 trad hij toe tot Spyro Gyra. In 1991 ontmoette hij Butch Trucks, de drummer van The Allman Brothers Band. Hij werd daar naast Trucks en Jaimoe Johansen de derde slagwerker. Wanneer The Allman Brothers Band een pauze nam, bleef Quiñones bij andere artiesten spelen zoals bij Marc Anthony (2001). Na zijn vertrek uit The Allman Brothers Band sloot hij zich in 2018 bij The Doobie Brothers aan.